# Szatmári szilvapálinka
A szatmári szilvapálinka eredetvédett magyar pálinka, tükrösen tiszta, az érleléstől halványsárga színű gyümölcspárlat, keserűmandulára emlékeztető magzamattal. Alkoholtartalma minimum 40% v/v. Kizárólag szilva felhasználásával készül, a teljesen érett penyigei és besztercei szilvafajta gyümölcséből.
A Magyar Köztársaság 2008. évi LXXIII. törvénye, a Pálinkatörvény szerinti csak olyan speciális eljárással készített gyümölcspárlat nevezhető pálinkának, amelyet Magyarországon termett gyümölcsből készítettek, és amelynek cefrézését, párlását, érlelését és palackozását is Magyarországon végezték. A sűrítményből, aszalványból, szárítmányból készült termék nem nevezhető pálinkának.

## Története
A Kárpát-medencében már a 16. század óta jelen van a szilva, már aszalványként is jelentős volt az exportja. Ugyanebből az időszakból van a szilvapálinkára is van adat (sligovica, szilvórium). A szilva hosszan érik, nagy a cukortartalma, így kiválóan alkalmas a pálinkafőzésre. Kedveltségét növeli, hogy feldolgozása egyszerű.
A Felső-Tisza és a Szamos vidékének öntéstalaján, a Kárpátok peremvidékének kedvező éghajlati viszonyai között (az alföldi éghajlathoz képest több a csapadék), a kedvező mikroklíma hatására már évszázadokkal ezelőtt meghonosodott a vadon termő szilva.
A földrajzi árujelzőt Kelet-Magyarországon, Szabolcs-Szatmár-Bereg vármegyében, a Vásárosnamény és 63 környező település területéről származó szilvából készített termékre lehet alkalmazni. Szatmári szilvapálinkát kizárólag az ezen a területen fekvő szeszfőzdében szabad előállítani, gyártani és palackozni.

## Hagyomány
Régen a hátrányos helyzetű, nehéz sorsú, vidéken élő szegény emberek folyamatosan keresték a magától termő gyümölcsök sokrétű felhasználását. Így alakult ki a jellegzetes szilvaaszalás, a szilvalekvárfőzés és a szatmári szilvapálinka készítése is. A paraszti pálinkafőzés kifejezetten a szilvára alapult. Tarpán mintegy száz jobbágyháznál főztek rendszeresen pálinkát, cserép vagy réz pálinkafőző fazekakban. Irodalmi művek és utazók elbeszélései nyomán a szatmári szilvapálinka híre a régión kívül is elterjedt, mint a vidék vendégköszöntő itala, s gyakran használták aperitifként is. Szerepet kapott a népi gyógyászatban is, fájdalomcsillapítóként, sebfertőtlenítőként.

## Földrajzi terület
A földrajzi árujelzőt Kelet-Magyarország Szabolcs-Szatmár vármegyéjében, az alább felsorolt helységek és határuk közigazgatási területéről származó szilvából készített termékkel kapcsolatban lehet alkalmazni.
- Szabolcs-Szatmár-Bereg vármegye

| - - Fehérgyarmati kistérség - Botpalád - Csaholc - Darnó - Fülesd - Gacsály - Garbolc - Jánkmajtis - Kisar - Kishódos - Kisnamény - Kispalád - Kisszekeres - Kölcse - Kömörő - Magosliget - Mánd - Méhtelek - Milota - Nagyar - Nagyhódos - Olcsvaapáti - Panyola - Penyige - Rozsály - Sonkád - Szatmárcseke - Tiszabecs - Tiszacsécse - Tiszakóród - Túristvándi - Túrricse - Uszka - Vámosoroszi - Tisztaberek | - - Kisvárdai kistérség - Kisvárda - Lövőpetri - Nyírlövő - Nyírgyulaj - Pap - Szabolcsbáka | - - Mátészalkai kistérség - Nagydobos - Szamosszeg - Ököritófülpös | - - Vásárosnaményi kistérség - Aranyosapáti - Barabás - Beregdaróc - Beregsurány - Csaroda - Gelénes - Gemzse - Gulács - Gyüre - Hetefejércse - Ilk - Jánd - Kisvarsány - Márokpapi - Nagyvarsány - Olcsva - Tákos - Tarpa - Tiszaadony - Tiszaszalka - Tiszavid - Tivadar - Vámosatya - Vásárosnamény |

Szatmári szilvapálinkát kizárólag az itt meghatározott területen fekvő szeszfőzdében szabad előállítani, gyártani és palackozni.

## Felhasználható szilvafajták
A termék előállítására a penyigei és a besztercei szilvafajta gyümölcse használható, egyéb szilvát maximum 20%-ban tartalmazhat az átvett gyümölcs. Veresszilvát nem tartalmazhat a válogatás.
Előbbi szatmári, utóbbi ázsiai eredetű szilvafajta.